# Yoma (traité)
Pour les articles homonymes, voir Yoma.
Le traité Yoma (judéo-araméen : יומא « le jour »), appelé Yom Hakippourim dans la Tossefta et Kippourim par Sherira Gaon, est le cinquième de l’ordre Moëd dans la Mishna et les Talmuds. Il traite de Yom Kippour et particulièrement du rite de ce jour à l’époque du second Temple.

## Objet du traité

### Le culte à l’époque du second Temple
Le traité décrit le rite du yoma rabba (judéo-araméen : יומא רבה « grand jour »), ainsi qu’on appelait Yom Kippour à l’époque du Second Temple.
Ce rite suit les ordonnances prescrites dans Lévitique 16:2-28 : après s’être lavé, le Grand-prêtre revêt une tunique de lin et pénètre dans le sanctuaire pour y offrir un taureau en expiatoire et un bélier en holocauste, ainsi que deux boucs et un bélier au nom de l’assemblée des Israélites. Il amène le taureau, tire au sort pour les deux boucs, destinant l’un à être offert en expiation à Dieu et l’autre à être envoyé à Azazel chargé des fautes du peuple. Il offre son taureau expiatoire et l’encens de manière à obscurcir la pièce où se trouve l’Arche. Il asperge sept fois le propitiatoire, immole le bouc expiatoire et agit de même avec le sang de l'animal, afin de purifier le sanctuaire des souillures du peuple. Il agit de même avec l’autel pour purifier le Tabernacle. Il charge le bouc vivant des fautes et le fait envoyer dans le désert. Il poursuit, après s’être lavé, son office tandis que la personne chargée de conduire le bouc émissaire dans le désert et celle qui fait brûler la peau, la chair et la fiente des offrandes expiatoires doivent demeurer hors du camp jusqu’au soir, car ils sont en état d’impureté rituelle. Le traité ne s’attarde en revanche pas sur les offrandes supplémentaires du jour ; en revanche, il digresse à plusieurs reprises sur le culte du Temple lors des jours ordinaires.
Il n’est, à l’époque où il est décrit plus pratiqué depuis environ 150 ans mais repose sur des témoignages et traditions contemporains, parfois contradictoires.

### Des temps agités
Plusieurs témoignages font état du désordre qui règne dans le judaïsme à la fin de l’époque du Second Temple.
Une dispute règne entre Sadducéens, Pharisiens et d’autres factions (de l’avis de tous, cette discorde a causé la destruction du second Temple) ; les personnes désignées comme Grand-prêtre sont souvent inaptes à assurer leurs tâches ou enclins à diverger de la norme pharisienne, ce qui entraîne une guidance et une surveillance constante de la part de ces derniers afin de s’assurer de la tenue du rite selon leurs prescriptions. Les Grands-prêtres, mourant souvent dans l’année qui suit leur nomination pour n’avoir pas accompli correctement le rite, sont si nombreux à se succéder que la salle où on les loge, auparavant appelée « salle du bois », est connue à l’époque de la Mishna comme la « salle du Parhédrin » car le Grand Prêtre est, à l’instar d’un parhedrion (officier du roi), remplacé tous les douze mois.

### Propitiation et repentir
Les autres modalités du jour, dont le jeûne et le chômage, ainsi que l’obtention de la propitiation des fautes, ne sont abordées qu’au dernier chapitre. La propitiation des fautes est cependant au centre du jour et grève fortement le rituel décrit. En effet, bien que sa réalisation incorrecte rende le Grand prêtre passible de mort, il ne permet, sans teshouva (repentir) sincère préalable, que le pardon de fautes légères commises envers Dieu.

## Mishna
La Mishna comprend 61 mishnayot (articles), réparties en huit chapitres.

### Premier chapitre
Le premier chapitre relate la semaine de la personne désignée comme Grand prêtre alors qu’on la prépare à réaliser son office à Yom Kippour.
Isolé dans la salle du Parhédrin après que les précautions ont été prises pour lui pourvoir un remplaçant ou une épouse en cas de besoin, le Grand prêtre s’entraîne aux aspersions de sang, à brûler l’encens et à offrir la tête et la jambe. Des Anciens lui font répéter le rituel et insistent pour qu’il ne suive pas les coutumes des Sadducéens. La veille de Yom Kippour, on restreint ses rations alimentaires car l’abus de nourriture pourrait entraîner de la somnolence. On stimule son attention en le faisant étudier ou en lui faisant la lecture dans divers Livres bibliques parmi les Ketouvim. Des jeunes prêtres s’assurent par divers moyens qu’il ne s’endort pas. La Mishna enseigne ensuite qu’à Yom Kippour, les cendres sont ôtées de l’autel plus tôt qu’à l’ordinaire.

### Second chapitre
Le second chapitre revient plus amplement sur le nettoyage des cendres et sur l’attribution des tâches et fonctions lors des jours ordinaires.
Les charges revenaient autrefois à ceux qui étaient les plus rapides pour se rendre sur les lieux. L’attribution par tirage au sort fut décidée lorsqu’un cohen en lice blessa un concurrent en le faisant involontairement chuter. Les cohanim se tiennent depuis en cercle et l’un d’eux, énonçant un nombre, compte le nombre de doigts levés (un doigt par cohen, éventuellement deux si l’on était trop faible pour le maintenir) jusqu’à ce qu’il parvienne au cohen désigné pour nettoyer les cendres, abattre l’animal apporté en offrande, procéder à l’aspersion de sang, nettoyer l’autel intérieur (mizbea'h pnimi), le candélabre (menora) et présenter les diverses parties de l’offrande. Neuf à douze cohanim sont employés à l’offrande perpétuelle, dix pour un bélier, vingt-quatre pour un taureau.

### Troisième chapitre
Après avoir rappelé comment le temps adéquat pour l’abattage rituel (celui-ci ne pouvant se faire de nuit) était déterminé par observation de la luminosité du jour, le troisième chapitre revient sur l’ordre du jour.
C’'est à ce moment qu’on fait descendre le Grand prêtre au bain rituel car nul ne peut assurer le culte ni pénétrer dans la cour du Temple s’il ne s’est pas immergé auparavant. Le Grand prêtre doit s’immerger cinq fois en ce jour et se laver dix fois (de l’eau chaude est ajoutée la veille à l’eau froide du bain rituel si le Grand prêtre est de constitution fragile). Un drap de lin est étendu entre lui et l’assemblée lors de ses ablutions. Après la première, il revêt un habit cousu d’or, lave ses mains et ses pieds, abat l’offrande perpétuelle du matin, procède aux aspersions du sang de l'animal, pénètre dans l’enceinte pour faire brûler l’encens du matin, rallumer les bougies, offrir la tête, les organes, l’oblation et le vin.
On le mène ensuite dans la salle des fourrures (lishkat haparva) où, isolé du public par un drap de lin, il s’immerge une nouvelle fois et revêt des habits de lin. On lui présente ensuite un taureau précisément orienté ; il impose ses deux mains sur lui, confessant ses fautes et celles de sa maison, selon une formule rituelle s’achevant sur le verset du Lévitique 16:30. L’assemblée répond alors « béni soit le Nom dont la gloire du royaume est à jamais ». Il se dirige ensuite à l’est de la cour où deux hauts dignitaires l’attendent ainsi que deux boucs et une urne avec deux goralot (lots pour effectuer le tirage au sort) ; Ben Gamla les avait faits d’or, alors qu’ils étaient originellement en bois, et était loué pour cela.
Poursuivant son élan, la Mishna évoque avec les mêmes compliments Ben Kattina, Monobaz d’Adiabène, sa mère Hélène et Nicanor (probablement un parent des alabarques d’Alexandrie) pour les améliorations qu’ils avaient apportées au Temple. Elle voue ensuite à l’opprobre les gens de la maison de Garmou pour n’avoir pas voulu enseigner comment préparer le pain de présentation, ceux de la maison d’Avitnas pour n’avoir pas voulu enseigner la composition de l’encens, Hugros ben Levi pour n’avoir pas voulu enseigner comment chanter et Ben Kamtzar pour n’avoir pas voulu enseigner comment écrire.

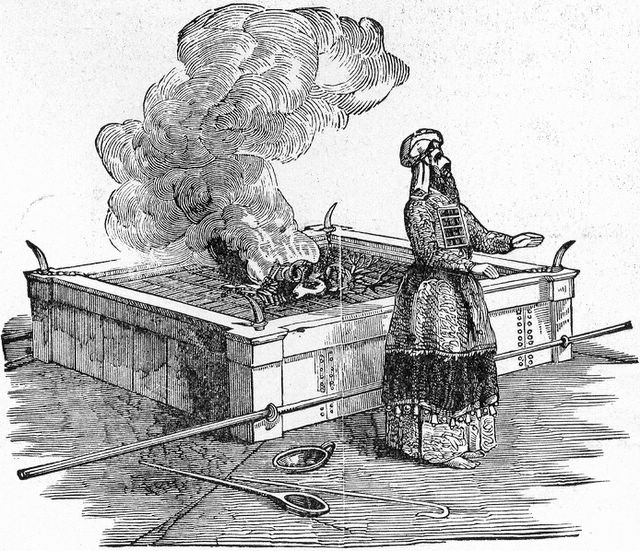
Le Grand prêtre offrant le bouc expiatoire (H. Davenport Northrop, 1894)

### Quatrième chapitre
Le quatrième chapitre décrit la propitiation de la caste sacerdotale, prérequis pour celle des simples Israélites. Le tirage au sort des boucs est effectué.
Encadré par les deux dignitaires, le Grand prêtre tire les lots ; le dignitaire se trouvant du côté du bras qui tient le lot désignant le bouc expiatoire demande au Grand prêtre de lever ce bras en annonçant « à Dieu ». Les dignitaires répondent alors « béni soit le Nom … ».
Après avoir marqué le bouc émissaire et le bouc expiatoire en attachant un ruban rouge à la tête du premier et à la gorge du second, le Grand prêtre se dirige une seconde fois vers son taureau. Il lui impose ses mains et confesse une nouvelle fois ses fautes et celles de sa maison mais aussi celles de la maison d’Aaron. L’assemblée répond « béni soit le Nom … » et le taureau est immolé. Son sang est recueilli et confié à un prêtre qui le secoue afin qu’il ne coagule pas le temps que le Grand prêtre prenne les braises les plus brûlantes de l’autel avec une pelle. En ce jour, il le fait, contrairement à l’habitude avec une seule pelle légère et à long manche, dont l’or est chauffé au rouge ; l’encens qu’il offre est plus finement moulu et le chemin qu’il prend est différent ainsi que l’ustensile avec lequel il lave ses mains et le nombre de bûchers.

### Cinquième chapitre

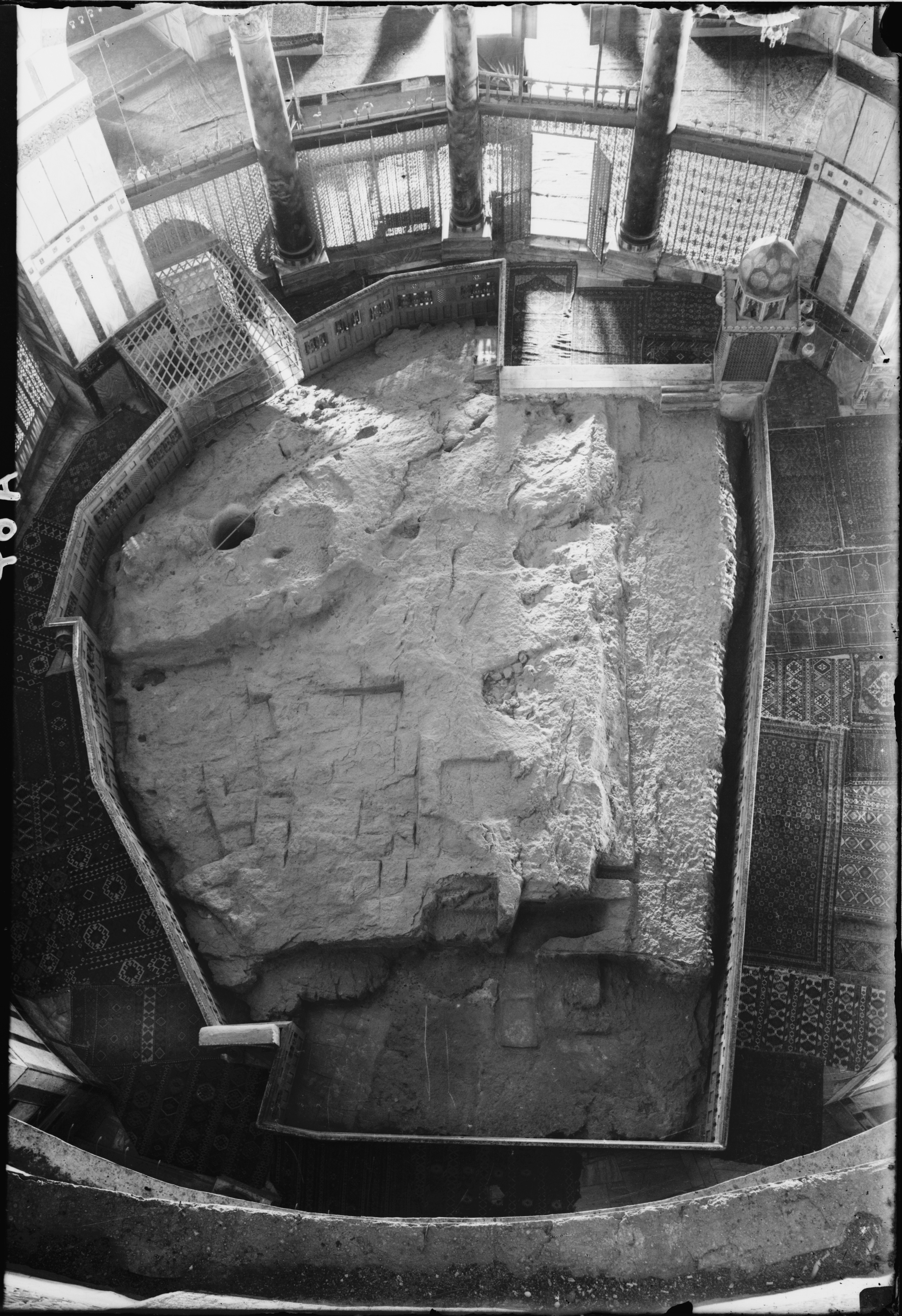
La pierre du dôme du Rocher, une possible localisation du saint des saints et de la pierre d’assise

Le cinquième chapitre poursuit et conclut le rituel du jour dans le Temple.
Ayant déposé deux poignées d’encens dans une louche, le Grand prêtre traverse avec cette louche et la pelle de braises le sanctuaire pour arriver devant les rideaux séparant le sanctuaire du saint des saints (kodesh hakodashim ou devir). Puis, se dirigeant vers l’endroit où se trouvait l’arche dans le saint des saints, il dépose la louche d’encens entre les deux pôles de l’arche, sur la pierre d’assise (even shtiya). Il fait brûler l’encens avec les braises et, après que la chambre s'est emplie de fumée, marche à reculons vers la salle extérieure où il fait une brève prière.
Le Grand prêtre retourne alors à l’endroit où il se tenait avec le bol de sang du taureau, effectuant une aspersion vers le haut et sept vers le bas en effectuant un mouvement de fouet et en les décomptant (« un, un et un, un et deux, … un et sept »). Il dépose le bol, abat le bouc expiatoire, recueille son sang dans un autre bol et retourne procéder au même rituel d’aspersion. Déposant le bol de sang du bouc, il prend celui du taureau et en asperge de la même manière le voile faisant face à l’arche de l’extérieur. Il vide alors ce qui reste de sang du taureau dans le bol du bouc pour se diriger vers l’autel doré (mizbea'h hazahav).
Il procède à la purification de cet autel avec le mélange de sangs, en l’enduisant d’abord et en l’aspergeant ensuite selon le rituel décrit. Les restes de sang sont jetés à la base occidentale de l’autel des offrandes où ils se mélangent à ceux des autres offrandes, déversées à la base méridionale de celui-ci ; de là, ils s’écoulent dans la vallée du Kidron où ils sont vendus comme engrais aux jardiniers.
Ainsi s’achève le rituel propre au jour dans le Temple (mais non la journée ni les tâches du Grand prêtre). De l’avis de la majorité des rabbins de la Mishna, il doit obligatoirement être suivi selon l’ordre prescrit.

### Sixième chapitre

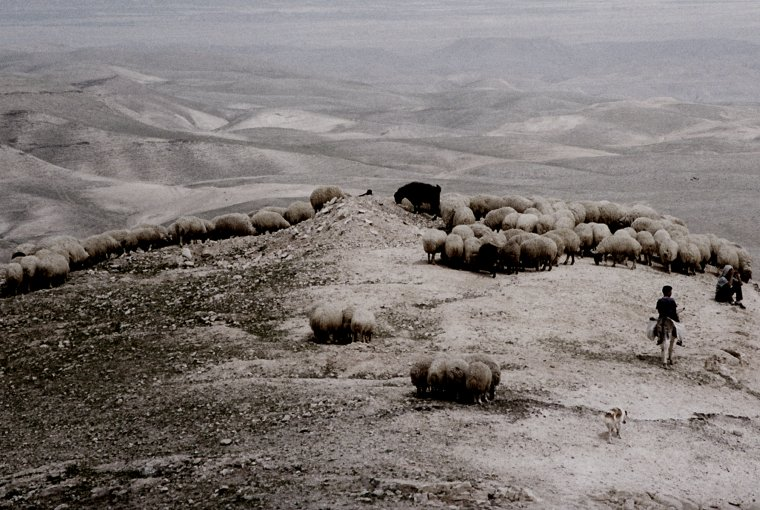
Le mont Montar, localisation possible de l’endroit d’où l’on jetait le bouc à Azazel

Le sixième chapitre est consacré aux ordonnances relatives au bouc envoyé à Azazel.
Celui-ci doit, idéalement, ne présenter aucune différence avec le bouc qui aura été choisi pour l’offrande expiatoire et avoir été acheté en même temps afin de ne pas influencer le tirage au sort. Si l’un des deux boucs meurt avant le tirage au sort, un autre doit être acheté mais si c’est après, il faut racheter deux nouveaux boucs et recommencer la loterie. Si c’est le bouc expiatoire qui meurt, le Grand prêtre doit déclarer que celui que le sort désignera comme expiatoire prendra sa place et de même pour le bouc émissaire. Le bouc survivant est mené au pâturage et ne peut être vendu que lorsqu’il développera un défaut le disqualifiant comme offrande ; l’argent de la vente doit lui-même servir pour acquérir de quoi faire une offrande volontaire.
Le Grand prêtre se rend près du bouc désigné pour être envoyé à Azazel. Il impose ses mains sur la tête du bouc, confessant les fautes d’Israël selon une formule différente des précédentes mais se concluant comme elles sur le verset du Lévitique 16:30. Lorsqu’il prononce le Nom divin, prêtres et gens se trouvant dans la cour du Temple tombent en prosternation, répondant immédiatement « Béni soit le Nom … ».
Il donne ensuite le bouc à la personne qui le conduira à Azazel (cette personne n’est, en général, pas choisie parmi les Israélites) en empruntant une rampe surélevée, construite du fait des Babyloniens qui avaient pour habitude de tirer ses poils. Les aristocrates de Jérusalem l’accompagnent jusqu’à la première des dix étapes qui séparent la ville du précipice. Les personnes présentes à chaque relais l’encouragent et l’accompagnent jusqu’à la station suivante mais seuls la personne et le bouc vont jusqu’au précipice.
Elle attache alors le ruban rouge entre les cornes du bouc d’une part et à un lourd rocher de l’autre, avant de le pousser en arrière ; le bouc n’est pas arrivé à la moitié de sa chute que le rocher l’a déjà concassé. La personne retourne alors à la dernière étape où elle demeure jusqu’au soir, en état d’impureté rituelle. Pendant ce temps, les gens du Temple préviennent le Grand prêtre que le bouc est arrivé dans le désert, en envoyant des signaux par le biais d’étoffes, en évaluant le temps de marche ou en voyant un ruban rouge placé sur la porte du sanctuaire devenir miraculeusement blanc (d’après Isaïe 1:18).
Le Grand prêtre se dirige alors vers le taureau et le bouc expiatoires qui reposent toujours sur l’autel des offrandes, en retire les parties sacrificielles, les dispose sur un plateau qu’il fait griller sur l’autel. Il les rassemble ensuite et les fait porter à l’endroit où ils seront brulés, hors de Jérusalem. Les gens chargés de faire brûler ces parties doivent également y demeurer jusqu’au soir, en état d’impureté rituelle.

### Septième chapitre

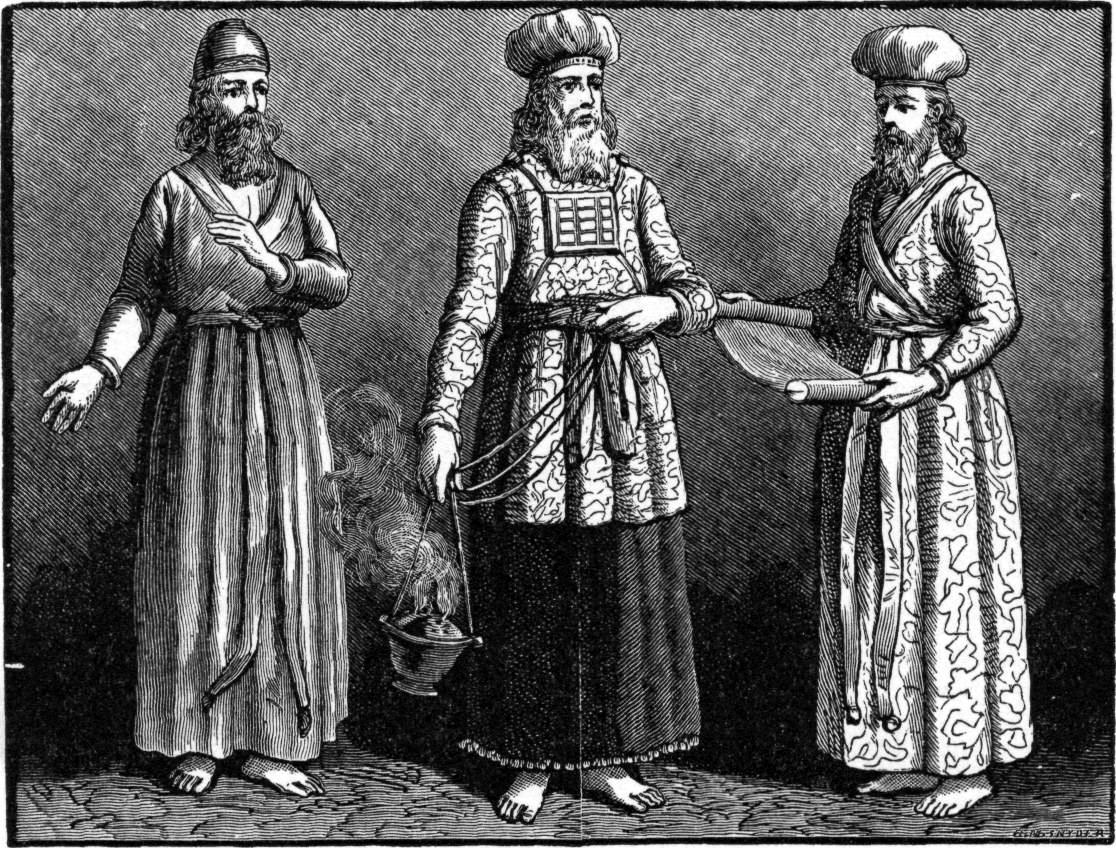
Le Grand prêtre entouré de deux prêtres ordinaires (Bible de Foster, 1897)

Pendant qu’on emmène les parts sacrificielles à l’endroit où elles seront brûlées, dans un lieu éloigné du Temple, le Grand prêtre vient lire les passages bibliques du jour, dans des habits de lin ou dans sa tunique blanche. Le hazzan (superviseur) de l’assemblée prend le rouleau de la Torah, le tend au maître de l’assemblée qui le passe au segan hacohanim (préposé à la prêtrise, s’assurant que tout est fait selon le rite) qui le donne au Grand prêtre. Celui-ci se lève pour lire les passages correspondant à Lévitique 16 et 23:26-32. Il enroule ensuite le rouleau, le place dans son étui, récite Nombres 29:7-11 de mémoire et conclut par huit bénédictions.
Le Grand prêtre procède alors à de nouvelles ablutions et change de vêtements, revêtant ses habits d’or pour procéder à l’offrande perpétuelle de l’après-midi. Il réalise ensuite d’autres ablutions, revêtant une tunique de lin pour aller reprendre la louche et la pelle qu’il a laissées dans le saint des saints. Il s’immerge une fois de plus, remet des habits d’or pour faire brûler l’encens de l’après-midi et raviver les flammes. Il se déshabille, revêt ses habits ordinaires, rentre chez lui et convie ses amis à un grand festin pour avoir pu sortir sain et sauf du Temple.
La Mishna décrit les quatre habits que portent les simples prêtres lorsqu’ils officient (une tunique, un pantalon, un couvre-chef et une ceinture) contre les huit que porte le Grand prêtre lors de son service (les mêmes habits avec, en outre, le pectoral, l’éphod, le manteau et la tiare) et lorsqu’il doit consulter les Ourim et Thoummim ; il ne peut le faire qu’à la demande d’un roi, d’un tribunal ou d’une personne de fonction publique.

### Huitième chapitre
Le dernier chapitre de la Michna traite de règles et principes relatifs au jour mais de portée plus générale.
Yom Kippour s’observe non seulement par l’abstention de nourriture et boisson mais aussi par l’interdiction de se baigner, de s’enduire d’huile, du port de sandales (chaussures) et de rapports conjugaux. Le volume de nourriture interdit est celui d’une datte avec son noyau ; celui de liquide est de quoi remplir une joue ; qui a bu et mangé en une fois (en ayant oublié qu’il s’agit de Yom Kippour) n’est redevable que d’une et non deux offrandes expiatoires (si les aliments étaient consommables) mais si cette personne a en outre effectué une activité interdite, elle est redevable de deux offrandes. Ces lois ne concernent pas les enfants qui n’ont pas atteint la majorité religieuse (douze ans pour les filles, treize pour les garçons) mais on les y éduque une à deux années avant cet âge ; une femme enceinte et un malade doivent être nourris jusqu’à ce qu’ils puissent surmonter leur défaillance, de même qu’une personne saisie de boulmos (chute de tension extrême causée par l’abstention de nourriture), même avec des aliments impurs ; Matya ben Harash est d’avis que l’on peut aussi donner du foie d’un chien enragé à la personne qu’il a mordue car la préservation de la vie l’emporte, de même sur le chabbat, qu’il s’agisse ou non d’un Juif.
Les offrandes expiatoires et propitiatoires garantissent le pardon des fautes et Yom Kippour de même si (et seulement si) la personne se repent. Le repentir efface les fautes légères et suspend le châtiment jusqu’à ce qu’advienne Yom Kippour. Il est cependant inefficace si la personne ne compte pas s’éloigner définitivement du péché.
Yom Kippour ne permet par ailleurs que le pardon pour les fautes commises envers Dieu, non pour celles commises envers autrui ; en ce cas, son pardon est un prérequis obligatoire.

## Tossefta
La Tossefta Yoma, compilation de traditions extra-mishnaïques visant à expliquer et complémenter la Mishna, est divisée en cinq chapitres. Elle comprend de nombreuses amplifications aggadiques, avec nombre d’anecdotes historiques et légendaires et des maximes morales.
Ainsi, des détails sont donnés sur les dons des bienfaiteurs au Temple et l’histoire des portes de Nicanor, miraculeusement sauvées du naufrage lors de leur transport depuis Alexandrie. La Tossefta prend aussi la défense des personnes blâmées par la Mishna, arguant qu’ils auraient agi ainsi non pour leur prestige personnel mais pour éviter que leur science ne soit utilisée à des fins idolâtres ; le mot de la fin est donné à Ben Azzaï, qui dit : « ce qui est à toi, on te le donnera, par ton nom tu seras appelé et à ta place tu seras assis. Rien n’est oublié devant le Lieu et nul ne peut prendre ce qui est prêt pour son prochain ». Rabbi Yosse raconte aussi avoir vu, lors de son passage à Rome, le voile du sanctuaire, encore entaché des aspersions de sang réalisées lors des cérémonies précédentes.
Dans ses développements sur le repentir, la Tossefta ajoute certaines considérations absentes de la Mishna, notamment « qui fait mériter les autres, ne pourra transgresser afin que ses disciples n’héritent pas du monde (à venir) tandis qu’il descend au sheol ainsi qu’il est dit (Psaumes 16:10) "car tu n’abandonneras pas mon âme au sheol" mais qui entraîne les autres à la transgression ne pourra se repentir afin que ses disciples ne descendent pas au sheol tandis qu’il hérite du monde, ainsi qu’il est dit (Proverbes 28:17) "Un homme accablé sous le poids d’un meurtre arrive, dans sa fuite, au bord de la fosse ; qu’on ne lui tende pas la main !" ».

## Guemarot de Babylone et de Jérusalem
La Guemara des Sages de Babylone et celle des Sages de Galilée qui forment, avec la Mishna, le Talmud de Babylone et celui de Jérusalem respectivement, discutent et expliquent les mishnayot ; cependant, les discussions des Sages, qu'elles traitent de halakha (sujets légaux) ou de aggada (sujets non-légaux), excèdent souvent le sujet de base et les Talmuds, en particulier celui de Babylone, sont riches en sentences, proverbes, histoires, légendes et autres interprétations.
Ainsi, outre le traitement du rituel de Yom Kippour, la Guemara de Babylone aborde le principe du pikkouah nefesh selon lequel la préservation d’une vie l’emporte sur tous les préceptes et le chabbat, à l’exception du meurtre, de l’inceste et de l’idolâtrie pour lesquels mieux vaut mourir que transgresser.

### Perles de halakha
- Abaye a établi la séquence du culte de l’autel en se basant sur la tradition et l’enseignement d’Abba Saül : le grand bûcher précède le bûcher secondaire (où l’on fait offrande) de l’encens, le bûcher secondaire de l’encens précède le placement des deux bûches, le placement des deux bûches précède le nettoyage des cendres de l’autel intérieur, le nettoyage des cendres de l’autel intérieur précède l’arrangement des cinq branches (du candélabre), l’arrangement des cinq branches précède le (jet du) sang de l’offrande perpétuelle, le sang de l’offrande perpétuelle précède l’arrangement des deux (dernières) branches ; l’arrangement des deux branches précède l’encens, l’encens précède le(brûlement de)s membres, les membres (précèdent) l’oblation de farine, l’oblation de farine les galettes, les galettes les libations, les libations les offrandes supplémentaires, les offrandes supplémentaires les bols (d’oliban) et les bols précèdent l’offrande perpétuelle de l’après-midi, ainsi qu’il est dit (Lévitique 6:5) : « il (le cohen) y arrangera l’holocauste et fera fumer sur elle les graisses du rémunératoire » – sur elle, complète toutes les offrandes[24]
- On peut sauter des passages lorsqu’on lit (publiquement) dans les Livres prophétiques ; on ne le peut pas lorsqu’on lit la Torah[25]
- « S’il est pris dans un éboulement (le chabbat) …, on remue les débris. Si on le trouve en vie, on nettoie le reste des débris ». Si on le trouve en vie ?! C’est évident ! Non, il est nécessaire de le signaler (pour indiquer que c’est le cas) même pour prolonger la vie d’un instant seulement[26]
- Comment vérifie-t-on s’il est mort ou vivant ? Certains disent (la présence de) sa respiration, d’autres (les battements) de son cœur[26]

### Perles d’aggada
- Que signifie (Psaumes 2:11) « réjouissez-vous avec tremblement » ? Rav Ada bar Matana a dit au nom de Rav : en un lieu de réjouissances, qu’il y ait (aussi) de la crainte[27]
- Nul ne peut raconter une chose à son ami avant que celui-ci ne l’en ait prié … Si l’on raconte quelque chose à quelqu’un, il ne peut le répéter avant d'y être autorisé[27]
- Lorsqu’un pauvre se présente devant le jugement (céleste) et qu’on lui demande pourquoi il n’a pas étudié, s’il répond que sa pauvreté l’a obligé à se consacrer à sa subsistance, on lui rappelle que Hillel fut plus pauvre que lui et qu’il n’hésita pas à suivre les cours de Shemaya et Abtalion depuis le toit, en pleine période de tevet jusqu’à être recouvert de trois coudées de neige. Lorsqu’un riche répond à la même question en arguant que sa richesse l’a obligé à se consacrer à ses affaires, on lui rappelle que Rabbi Eléazar ben Harsoum fut plus riche que lui et qu’il n’hésita pas à se délester de ses richesses pour poursuivre son étude. Lorsqu’un méchant répond en arguant qu’il eut fort à faire pour réfréner ses pulsions, on lui répond que Joseph, constamment harcelé par la femme de Potiphar, eut davantage à refréner ses pulsions et préféra les brimades[28]